# TJ Sokol Drahanovice
Tělovýchovná jednota SOKOL Drahanovice z.s.  je český fotbalový klub z obce Drahanovice, který byl založen v roce 1963. Od sezóny 2016/17 hraje II.třídu olomouckého okresu (8. nejvyšší soutěž).
Své domácí zápasy odehrává na stadionu Drahanovice.

## Historie klubu
Oddíl kopané byl v Drahanovicích založen 12. května 1963, kdy tam přešlo několik hráčů ze sokola Náměšť i jiných oddílů. Ale již dlouho před tím začala skupinka příznivců kopané s přípravami. Bylo třeba vybudovat nové hřiště, což se podařilo za pomoci tehdejšího JZD a Sigmy Lutín. První historické přátelské utkání bylo sehráno se Sokolem Vilémov, v němž domácí Drahanovice zvítězili 4:1. Na podzim roku 1963 přistoupil oddíl pod vedením předsedy Františka Kurfürsta k budování zděných šaten.
V sezóně 1963/64 hráli mistrovskou soutěž muži a žáci, o rok později zahájili činnost i dorostenci. První úspěch zaznamenali muži pátou mistrovskou sezónu, když v roce 1968 vyhráli čtvrtou třídu. Za další čtyři roky činnosti, tedy v sezóně 1971/72 postoupili poprvé do okresního přeboru. V roce 1974 se sice vrátili zpět, ale za dva roky postoupili do II.třídy podruhé. To bylo v roce 1976. Tentokrát jim pobyt ve vyšší soutěži vydržel pět let. V roce 1981 sestoupili a návrat přišel až koncem tisíciletí. Byl ovšem raketový. V roce 1999 vyhráli třetí třídu, za další rok vyhráli i okresní přebor, čímž zaznamenali historicky největší úspěch klubu - postup do I.B třídy. První příčka v OP znamenala celkově 30. místo mezi mužstvy olomouckého regionu. V sezóně 2000/2001 obsadilo "A" družstvo ve vyšší soutěži skvělé páté místo, což bylo 24. místo mezi kluby olomouckého regionu a prozatím největší úspěch klubu v jeho historii.
Mezi odchovanci dosáhl největšího úspěchu Ladislav Rosskohl, který hrával II ligu za Železárny Prostějov. V Drahanovicích měli v sedmdesátých letech dvě družstva mužů, dorost i žactvo. Na přelomu tisíciletí hrála mistrovské soutěže ještě rezerva mužů a družstvo žáků. V současné době hraje hraje mistrovské soutěže mužstvo dorostenců, které je spojené se sousedním SK Náměšť na Hané, a dále mužstva spojená se sousedními SK Slatinice jimiž jsou mužstvo mladších žáků, mužstvo benjamínků ročníku 2009 a mužstvo benjamínků ročníku 2010 a ml. s tím že se všechny zápasy odehrávají na hřišti v Drahanovicích. Ke spokojenosti hráčů i funkcionářů je potřeba dobudovat zázemí - sociální zařízení, tréninkové plochy, vhodně doplnit funkcionářský aktiv a hlavně hrát pěkný fotbal, který by byl potěšením pro drahanovické příznivce.

## Umístění v jednotlivých sezonách
Legenda: Z - zápasy, V - výhry, R - remízy, P - porážky, VG - vstřelené góly, OG - obdržené góly, +/- - rozdíl skóre, B - body, červené podbarvení - sestup, zelené podbarvení - postup, fialové podbarvení - reorganizace, změna skupiny či soutěže